# Anton Biełow
Anton Siergiejewicz Biełow, ros. Антон Сергеевич Белов (ur. 29 lipca 1986 w Riazaniu) – rosyjski hokeista, reprezentant Rosji, olimpijczyk.

## Kariera
- CSKA Moskwa (2003-2008)
  -  Mieczeł Czelabińsk (2004)
- Awangard Omsk (2008-2013)
- Edmonton Oilers (2013-2014)
- SKA Sankt Petersburg (2014-2021)
- Dinamo Moskwa (2021-2022)
- Awangard Omsk (2022-)

Wychowanek Mieczeła Czelabińsk. Od 2008 zawodnik Awangardu Omsk. W trakcie fazy play-off sezonu KHL (2011/2012) w wyniku przeprowadzonych kontroli antydopingowych okazało się, iż zawodnik był pod wpływem niedozwolonych środków dopingujących podczas meczu w dniu 15 kwietnia 2012. Testy wykazały pozytywny wynik na zawartość metyloheksanaminy. Środek jest zakazane przez Światową Agencję Antydopingową (WADA). Zawodnik został zawieszony w dalszej rywalizacji w tym sezonie. W czerwcu 2012 roku przedłużył od dwa lata kontrakt z Awangardem Omsk, jednak w maju 2013 opuścił klub celem kontynuowania kariery w lidze NHL. 30 maja 2013 podpisał roczny kontrakt z kanadyjskim klubem Edmonton Oilers i rozegrał z zespołem sezon NHL (2013/2014). Od kwietnia 2014 zawodnik SKA Sankt Petersburg, związany czteroletnim kontraktem. Po jego upływie, w maju 2018 prolongował umowę o kolejne trzy lata. Z końcem kwietnia 2021 odszedł z klubu. W listopadzie 2021 został zawodnikiem Dinama Moskwa, a w maju 2022 wrócił do Awangardu.
Uczestniczył w turniejach mistrzostw świata w 2013, 2014, 2015, 2016, 2017 oraz zimowych igrzysk olimpijskich 2014.

## Sukcesy

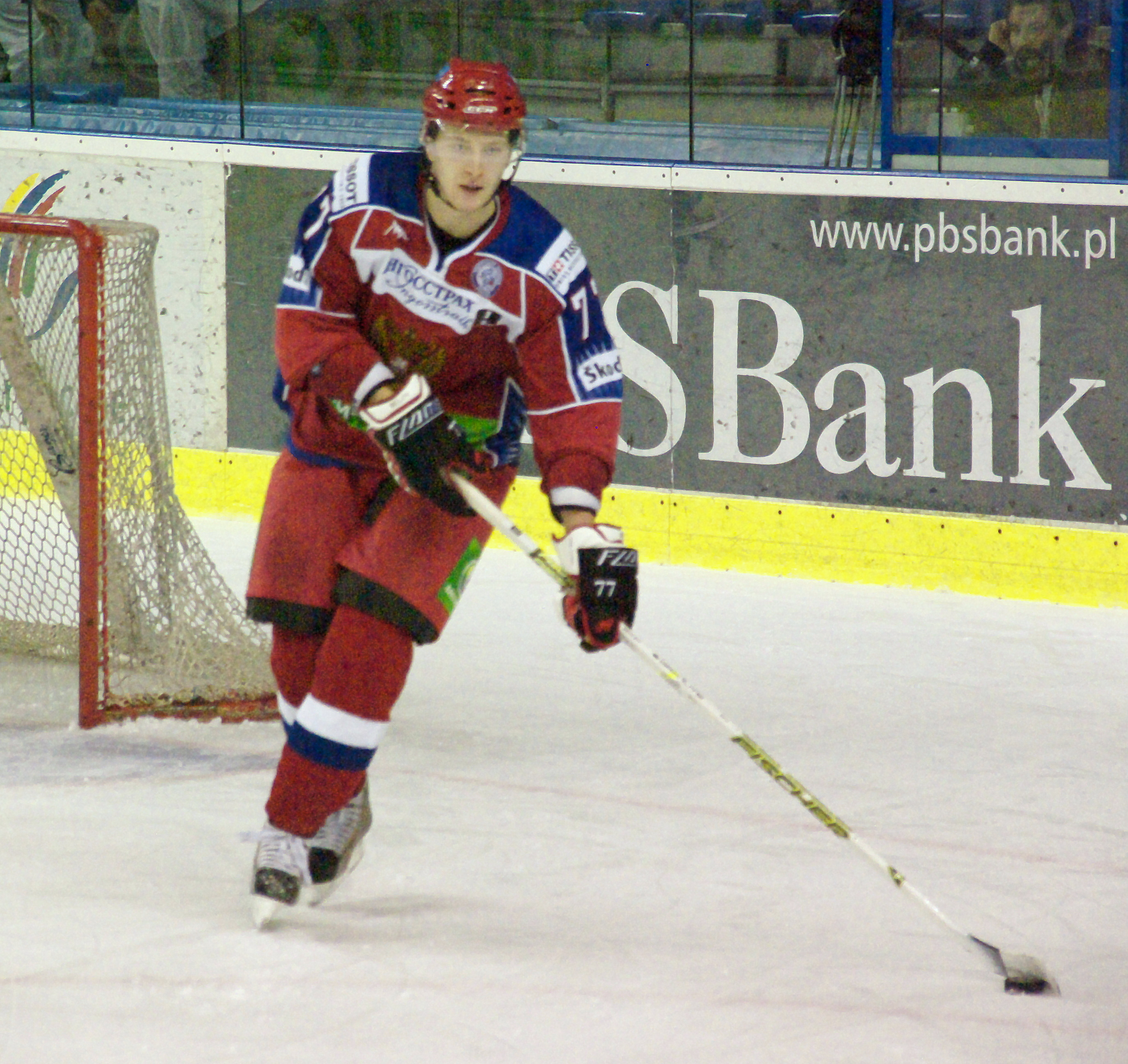
Anton Biełow podczas meczu reprezentacji Rosja B na turnieju EIHC w Sanoku (11.11.2010)

Reprezentacyjne
- Brązowy medal mistrzostw świata juniorów do lat 18: 2003
- Złoty medal mistrzostw świata juniorów do lat 20: 2003
- Srebrny medal mistrzostw świata juniorów do lat 20: 2004
- Złoty medal mistrzostw świata: 2014
- Srebrny medal mistrzostw świata: 2015
- Brązowy medal mistrzostw świata: 2016, 2017

Klubowe
- Puchar Kontynentu: 2011 z Awangardem Omsk, 2018 ze SKA
- Srebrny medal mistrzostw Rosji: 2012 z Awangardem Omsk
- Puchar Gagarina – mistrzostwo KHL: 2015, 2017 ze SKA
- Złoty medal mistrzostw Rosji: 2015, 2017 ze SKA
- Brązowy medal mistrzostw Rosji: 2018, 2019 ze SKA

Indywidualne
- KHL (2012/2013):
  - Najlepszy obrońca miesiąca: październik 2012
  - Mecz Gwiazd KHL[13]
- Mistrzostwa Świata w Hokeju na Lodzie 2013/Elita:
  - Trzecie miejsce w klasyfikacji +/− turnieju: +8
- Oddset Hockey Games 2014:
  - Skład gwiazd turnieju
- Mistrzostwa Świata w Hokeju na Lodzie 2014/Elita:
  - Pierwsze miejsce w klasyfikacji +/− turnieju: +10
  - Skład gwiazd turnieju[14]
- KHL (2014/2015):
  - Najlepszy obrońca miesiąca – wrzesień 2014[15]
  - Piąte miejsce w klasyfikacji +/− w sezonie zasadniczym: +26
  - Drugie miejsce w klasyfikacji skuteczności interwencji w sezonie zasadniczym: 93,6%
  - Trzecie miejsce w klasyfikacji średniej straconych goli na mecz w turnieju: 1,71
  - Piąte miejsce w klasyfikacji meczów bez straty gola w sezonie zasadniczym: 5
  - Najlepszy obrońca – finały konferencji[16], finał o Puchar Gagarina[17]
  - Piąte miejsce w klasyfikacji asystentów wśród obrońców w fazie play-off: 6 asyst
- KHL (2015/2016):
  - Najlepszy obrońca miesiąca – luty 2016[18]
- Mistrzostwa Świata w Hokeju na Lodzie 2016/Elita:
  - Pierwsze miejsce w klasyfikacji kanadyjskiej wśród obrońców turnieju: 7 punktów[19]
- KHL (2016/2017)[20][21]:
  - Trzecie miejsce w klasyfikacji asystentów wśród obrońców w fazie play-off: 11 asyst
  - Trzecie miejsce w klasyfikacji kanadyjskiej wśród obrońców w fazie play-off: 18 punktów
  - Najbardziej Wartościowy Gracz (MVP) Sezonu – pierwsze miejsce w klasyfikacji +/− w sezonie zasadniczym: +34 w 56 meczach
  - Nagroda Dżentelmen na Lodzie dla obrońcy
- Mistrzostwa Świata w Hokeju na Lodzie 2017/Elita:
  - Jeden z trzech najlepszych zawodników reprezentacji w turnieju[22]

Wyróżnienie
- Zasłużony Mistrz Sportu Rosji w hokeju na lodzie (2014)

Odznaczenie
- Order Honoru (2014)[23]